# Pèrdua de massa estel·lar
En astronomia, la pèrdua de massa estel·lar és un fenomen observat en alguns estels massius. Té lloc quan un esdeveniment desencadenant provoca l'ejecció d'una part significativa de la massa estel·lar, o quan existeix una pèrdua gradual de material, bé cap a una companya binària o bé cap a l'espai interestel·lar.

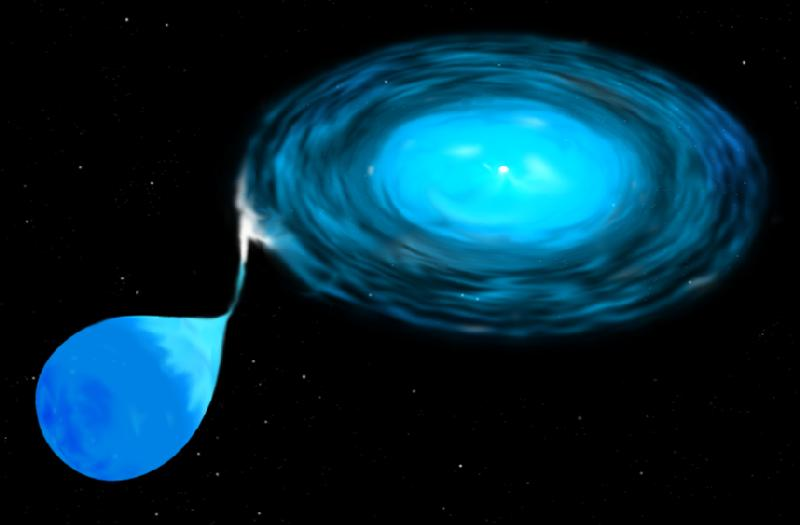
Une nana blanca i el seu disc d'acreció causant la pèrdua de massa estel·lar de la companya del sistema binari.

## Causes
Un nombre de factors poden contribuir a la pèrdua de massa en estels gegants, entre els quals cal citar:
- Atracció gravitatòria per part d'una companya binària
- Esdeveniments del tipus ejecció de massa coronal
- Ascens a l'estat de supergegant o gegant vermella

### Vent solar
El Sol, una estrella de baixa massa, perd massa a causa del vent solar a una velocitat molt petita, (2-3) × 10−14 masses solars a l'any.

### Pèrdua de massa gravitacional
A vegades, quan un estel és membre d'un sistema binari les components del qual estan molt propers, la força de marea que experimenten els gasos prop del centre de masses basta perquè existeixi transferència de gasos d'un estel a un altre. Aquest efecte és especialment notable quan l'acompanyant és una nana blanca, un estel de neutrons o un forat negre.

### Ejecció de massa
Certes classes d'estels, com els estels de Wolf-Rayet, són prou massius i distesos perquè les capes exteriors estiguin només feblement lligades. Sovint, esdeveniments com les flamarades estel·lars i ejeccions de massa coronal poden abastar a expulsar part del material exterior cap a l'espai.

### Pèrdua de massa en gegantes vermelles
Els estels que es troben en la fase de geganta vermella són notables per la seva ràpida pèrdua de massa. Com en el cas anterior, les capes exteriors de l'estel es troben només feblement lligades, i poden ser expulsades per esdeveniments violents com el començament d'un flaix d'heli en el nucli. L'estat final d'una geganta vermella també dona lloc a una pèrdua total de massa quan l'estel es desprèn de les seves capes externes per formar una nebulosa planetària.